# Flaming Gorge (Utah)
Flaming Gorge es un lugar designado por el censo situado en el condado de Daggett, Utah  (Estados Unidos). Según el censo de 2010 tenía una población de 83 habs. Se encuentra ubicada a la orilla del Río Green, junto a la frontera con Wyoming y cerca de Colorado.

## Demografía
Según el censo de 2010, Flaming Gorge tenía una población en la que el 97,6% eran blancos, 0,0% afroamericanos, 0,0% amerindios, 0,0% asiáticos, 0,0% isleños del Pacífico, el 1,2% de otras razas, y el 1,2% pertenecían a dos o más razas. Del total de la población el 4,8% eran hispanos o latinos de cualquier raza.